# Бојњички
Бојњички (слч. Bojničky) насељено је мјесто са административним статусом сеоске општине (слч. obec) у округу Хлоховец, у Трнавском крају, Словачка Република.

## Становништво
| Година:    | 1994. | 2004.   | 2014.   | 2024.   |
| ---------- | ----- | ------- | ------- | ------- |
| Број људи: | 1202  | 1291    | 1369    | 1421    |
| Разлика:   |       | +7,40 % | +6,04 % | +3,79 % |

| Година:    | 2023. | 2024.   |
| ---------- | ----- | ------- |
| Број људи: | 1431  | 1421    |
| Разлика:   |       | -0,69 % |

Према подацима о броју становника из 2024. године насеље је имало 1421 становника.